# مايك ميريت
مايك ميريت (بالإنجليزية: Mike Merritt)‏ هو موسيقي أمريكي، ولد في 28 يوليو 1955.

## وصلات خارجية
- الموقع الرسمي
- مايك ميريت على موقع IMDb (الإنجليزية)
- مايك ميريت على موقع ميوزك برينز (الإنجليزية)
- مايك ميريت على موقع ديسكوغز (الإنجليزية)